# Cetylalkohol
Cetylalkohol är en vit, bladigt kristallinsk massa som är olöslig i vatten, men lättlöslig i alkohol, eter och feta oljor. 
Cetylalkohol kan användas som mekaniskt verkande emulgator vid framställning av kosmetika, som t.ex. vaselinemulsioner, samt som tensid i schampon och vid tvåltillverkning.
Ämnet framställs vanligen från palmolja eller kokosolja genom hydrogenering av fettsyran palmitinsyra. Förr framställdes det ur valrav (spermaceti) genom att detta behandlas med kalilut och alkohol och utfällning med en koksaltlösning, som filtrerades tvättades fri från klor varpå den pressades och torkades. Med nedgången av valfångst har produktionen från spermaceti minskat avsevärt. 